# Gemagrís
La Gemagrís, también llamada Gema gris o Grathanich, es una joya mágica ficticia procedente de las novelas de fantasía de Dragonlance.

## Historia
Fue realizada por el dios Reorx, quien intentó capturar sólo una pequeña parte de Caos, pero en realidad no cogió solo un trozo, sino que metió por completo a Caos dentro de la gema. Por esta razón la gema gris va llevando caos y guerras por allí por donde pasa. Nunca ha sido mirada o sentida de la misma manera por dos personas, siendo siempre cambiante en tamaño y apariencia. La Gemadrís se describe tan hermosa que es horrible, tan grande que es pequeña, tan luminosa que es aburrida.  
En el ocaso de los dragones, el cual abre las puertas hacia la Era de los Mortales, los ogros Irda rompen la gema y Caos queda libre, con tal furia que devasta la isla de los Irdas y decide destruir el mundo que sus hijos construyeron. Reorx intentó impedir que la gema se rompiese, pero llegó demasiado tarde, allí se encuentra con Caos y este le intimida y le amenaza. Cuando fue dividida a la mitad se encontró que es hueca adentro.